# خانه اشرفی‌نیا
خانه اشرفی نیا مربوط به اواخر دوره قاجار است و در شهرستان گناباد، بخش مرکزی، روستای ریاب واقع شده و این اثر در تاریخ ۱۹ مرداد ۱۳۸۴ با شمارهٔ ثبت ۱۲۹۱۴ به‌عنوان یکی از آثار ملی ایران به ثبت رسیده است.